# Pericoma pseudoexquisita
Pericoma pseudoexquisita är en tvåvingeart som beskrevs av Tonnoir 1940. Pericoma pseudoexquisita ingår i släktet Pericoma och familjen fjärilsmyggor. Inga underarter finns listade i Catalogue of Life.